# 슬로바키아 국립도서관

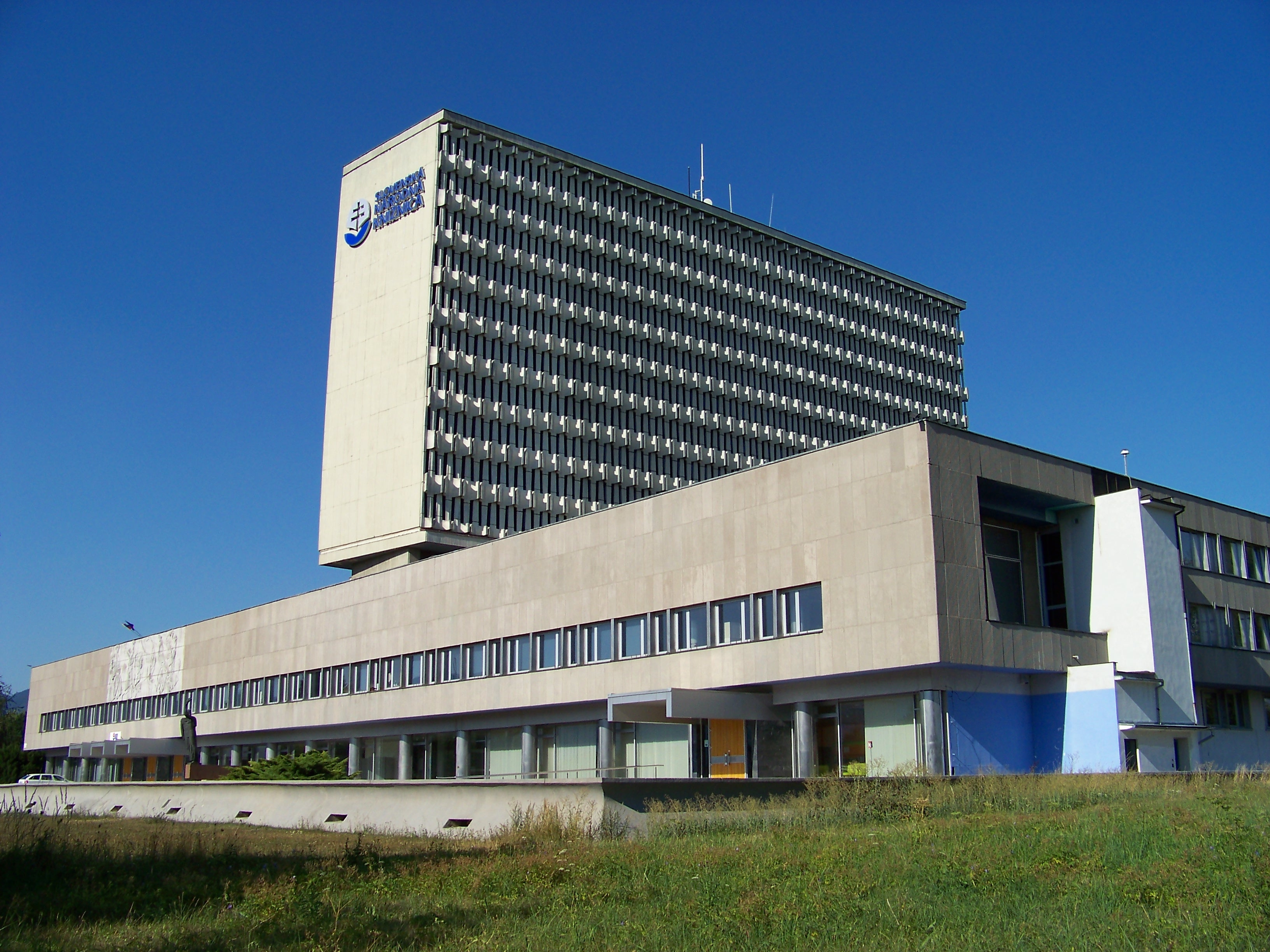
슬로바키아 국립도서관

슬로바키아 국립도서관(슬로바키아어: Slovenská národná knižnica)은 슬로바키아 마르틴에 위치한 국립도서관이다.